# شهرستان کوتوفسکی
شهرستان کوتوفسکی (به لاتین: Kotovsky District) یک شهرستان در روسیه است که در استان ولگوگراد واقع شده‌است.